# 福田ルミカ
福田 ルミカ（ふくだ ルミカ、2005年〈平成17年〉5月15日 - ）は、日本のグラビアアイドル、モデル、タレント、女優。東京都出身。acali所属。

## 来歴
2005年〈平成17年〉5月15日、元東芝EMI所属のシンガーソングライターである茂木ミユキ（福田美幸）の長女として生を受ける。
2018年、『Blue Wind Blows』（富名哲也監督）で映画デビュー。
2021年4月12日発売の『週刊ヤングマガジン』20号に初登場・初表紙で初めて水着姿を披露した。「初登場・初水着・初表紙デビュー」は、同誌にとって20年ぶりという大抜擢だった。
2022年11月24日に初となる1st写真集『Rumika』を発売。
2025年7月に2nd写真集『soar』を発売。本作は10代最後に撮影した写真集となり、記者会見では「最後の水着写真集」と位置付けていることを発表した。

## 人物
- 趣味は、小鳥の飼育、食べ歩き[8]。特技は、絵を描くこと[8]。
- 母の茂木ミユキ曰く、2022年現在は学業優先での芸能活動をしているとのこと[9]。
- 高校ではダンス部に入っていたが、自他ともに認めるダンス下手。いわく、手足が少し長いため、うまく踊れないとより変な感じに見えるとのこと[10]。
- 弟の影響で『仮面ライダー鎧武/ガイム』を視聴していた[11]。

## 出演

### テレビドラマ
- 今どきの若いモンは 第4話（2022年、WOWOW）
- 汝の名 第4話（2022年4月27日、テレビ東京） - 麻生陶子（幼少時代）役

### 情報番組
- めざましテレビ（2023年4月 - 、フジテレビ） - イマドキガール

### 映画
- Blue Wind Blows（2018年） - エリカ 役[1]
- 1%er ワンパーセンター（2024年） - マリヤ 役[12][13][14]

### オリジナルビデオ
- 仮面ライダー555 20th パラダイス・リゲインド（2024年） - 胡桃玲菜 / 仮面ライダーミューズ 役[15]

### Webドラマ
- 仮面ライダー555殺人事件（2024年1月28日・5月5日、東映特撮ファンクラブ） - 胡桃玲菜 役[16]

### 広告
- マクドナルド プレミアムローストコーヒー「モバコ」篇[17]
- コカ・コーラ 東京2020オリンピック[17]
  - 「チケットボトル」篇
  - 「オリンピック競技デザインボトル」篇
  - 「オリジナルリストバンドボトル」篇
  - 「チームコカ・コーラ」篇
- ハナサカ軍手ィプロジェクト2020 イメージガール[2]
- はるやま商事「ワタシたちだけの青春Vlog.」[18][19]

### CM
- そごう・西武「父の日キャンペーン」（2018年）[2]

### ラジオ
- 福田ルミカのJ・K・ラジオ！（2021年6月3日 - 、AuDee）[20]

### 玩具
- 仮面ライダー555 CSMファイズドライバーNEXT（2024年10月28日）
- 仮面ライダー555 CSMミューズドライバー（2025年11月）

## 書籍

### 電子写真集
- ヤンマガアザーっす！＜YM2022年7号未公開カット＞（2022年5月27日、講談社、撮影：LUCKMAN）ASIN B0B1DCKSRX
- ヤンマガアザーっす！＜YM2022年25号未公開カット＞（2022年9月2日、講談社、撮影：Takeo Dec.）ASIN B0BBG3349H
- Rumika〈電子版〉（2022年11月24日、講談社、撮影：Takeo Dec.）ASIN B0BM9GTJSY
- イマドキSummer Girl（2023年6月26日、小学館、撮影：熊木優）ASIN B0C8Y2V1PC
- 18歳は宇宙だッ！（2023年8月7日、集英社、撮影：大辻隆広）ASIN B0CDP33J5P
- 今の君を忘れない（2024年3月26日、光文社、撮影：HIROKAZU）ASIN B0CW1B7KQV
- A new my way（2024年4月1日、小学館、撮影：中村和孝）ASIN B0CZ9BJM19
- 君の夏、19歳。～prologue～（2024年7月8日、集英社、撮影：蓮井元彦）ASIN B0D8VS6QVR]
- 残夏（2024年9月9日、小学館）[21]
- Last summer（2024年9月9日、小学館）[22]

### 写真集
- Rumika（2022年11月24日、講談社、撮影：Takeo Dec.）[6]